# Mago (cómic)
El Mago (Bentley Wittman), también conocido como El Brujo Sin Alas, es un personaje ficticio, un supervillano que aparece en los cómics estadounidenses publicados por Marvel Comics. Primero apareció como un enemigo para la Antorcha Humana y Líder de Los 4 Terribles

## Historial de publicaciones
La primera aparición del Mago fue en Strange Tales # 102 y fue creada por Stan Lee, Larry Lieber y Jack Kirby.

## Biografía ficticia
Bentley Wittman creció poseyendo niveles de genio casi sobrehumanos y fue un niño prodigio y campeón de ajedrez. Como adulto, se convirtió en un inventor de gran renombre, vendiendo sus inventos futuristas a los ricos y volviéndose bastante rico. Se hizo conocido como el Mago al asumir legalmente este nombre artístico y utilizar sus inventos científicos avanzados para realizar hazañas de "magia" como mago de escena y artista de escape.
Intelectualmente aburrido, sin embargo, decidió convertirse en un criminal profesional y derrotar a Johnny Storm, que acababa de aparecer ante el mundo como la Antorcha Humana. Pretender ser una víctima fingiendo que su intento de usar un nuevo taladro había salido mal y quedó atrapado, realmente tenía suficiente aire durante semanas, fue rescatado por la Antorcha y lo invitó a su mansión futurista de alta tecnología en Long Island. Allí capturó la Antorcha con facilidad fingiendo tomar una foto tridimensional, pero realmente arrojando un líquido a la Antorcha. La Antorcha fue encerrada en una celda de asbesto a punta de pistola. El Mago se hizo pasar por la Antorcha, lanzando un crimen para destruir la reputación de la Antorcha. Sin embargo, la Antorcha escapó y, con la ayuda de la Chica Invisible, obtuvo fotos que mostraban que el Mago lo había imitado y el Mago fue enviado a prisión.
El Mago tuvo una revancha con la Antorcha Humana en poco tiempo, escapando de prisión usando una sustancia química que se derritió a través de la piedra. Llegó a su casa y usó un campo de fuerza para evitar que la policía entrara, pero permitió que entrara la Antorcha, amenazando con disparar a la policía si intentaban entrar. La Antorcha derritió un proyectil que disparó el Mago, luego creó una barrera llameante para protegerse del gas nervioso. Sin embargo, el Mago logró usar a la Chica Invisible como rehén, ya que había entrado tontamente y el Mago fue alertado por una alarma. La atrapó a ella y a la Antorcha en una cámara con una bomba que se activaría si la temperatura aumentara en un grado. Sin embargo, la Antorcha fue capaz de destruir el dispositivo, escapar y capturar al Mago. Con Paste-Pot Pete, Se enfrentó a la Antorcha de nuevo, volvió a hacerse pasar, y el Mago ha capturado la Antorcha y la Chica Invisible después de escapar disfrazándose y el uso de un dispositivo anti-gravedad. Sin embargo, los dos escaparon cuando la Antorcha usó su llama para alertar a Mister Fantástico y la Cosa a su ubicación. La conclusión de un encuentro con la Antorcha lo envió volando incontrolablemente hacia arriba por uno de sus discos antigravedad, incapaz de descender con seguridad. Fue rescatado por otros dos adversarios de la Antorcha: Hombre de Arena y Paste-Pot Pete (poco después renombrado Trapster). Después de que sugiriera que formaran equipo, una sugerencia del Trapster lo inspiró a formar un equipo que sería una contraparte criminal de los Cuatro Fantásticos, con él mismo, sus dos rescatadores y Medusa, quién entonces sufría de amnesia; convirtiéndose en los Cuatro Terribles.
Los Cuatro Terribles resultó ser una de las amenazas más formidables que los Cuatro Fantásticos habían encontrado. Los Cuatro Terribles irrumpieron en las oficinas centrales de los Cuatro Fantásticos en el Edificio Baxter, y colocaron los discos anti-gravedad del Mago en los Cuatro, menos Johnny, pero con Alicia Masters, quien logró alertar a la Antorcha con la pistola de bengalas de la Chica Invisible. Johnny pronto apareció y obligó al Mago a usar su nave anti-gravitatoria para liberar a los miembros de su equipo antes de que flotaran en el espacio sin aire. Luego, juntos derrotaron a los espantosos cuatro hasta que el Mago y el Hombre de Arena explotaron la nave del Mago como una distracción y escaparon. Más tarde, secuestrando a la Chica Invisible, atrajeron a los Cuatro Fantásticos a un atolón del Pacífico donde armaron una "bomba Q" experimental para detonar. Los Cuatro Fantásticos escaparon por poco. Semanas después, los Cuatro Terribles hicieron su tercer intento. Capturando a la Cosa, el Mago usó su "máquina de identificación" para simular las tendencias naturales de la Cosa hacia la violencia y lavarle el cerebro para que obedezca las órdenes del Mago. Los Cuatro Fantásticos finalmente lograron someter a los "Cuatro Terribles", luego todos, excepto Medusa, fueron entregados a las autoridades.
En su continua búsqueda para aplastar a los Cuatro Fantásticos, el Mago ha intentado muchas iteraciones de los Cuatro Terribles y muy raramente ha operado fuera de los Cuatro Terribles. El Mago diseñó el escape del Hombre de Arena de la prisión y le proporcionó un diseño para un nuevo disfraz. Con Trapster y Hombre de Arena, luchó contra Medusa. Formó una sociedad con Mysterio, y lucharon contra la Antorcha y Spider-Man, pero fueron frustrados por Spider-Man. Luchó solo contra los Cuatro Fantásticos, y luego luchó contra ellos una vez más con los Cuatro Terribles. Con Trapster y Hombre de Arena, invadió las oficinas centrales de los Cuatro Fantásticos, donde se encontraron con Annihilus. El Mago reemplazó a Medusa con Thundra en los Cuatro Terribles, y lucharon contra los Cuatro Fantásticos y Medusa. Sin embargo, Thundra también terminó traicionándolos y se alía con los Cuatro Fantásticos como lo hizo Medusa. Con Trapster y Hombre de Arena, el Mago luchó contra los Cuatro Fantásticos nuevamente.
El Mago, Trapster y Hombre de Arena finalmente capturaron a los Cuatro Fantásticos. Los Cuatro Terribles realizó audiciones para un cuarto miembro de los Cuatro Terribles. Tornado Texas mostró sus poderes y rechazó la membresía cuando no le pagaron. El Capitán Ultra mostró sus poderes, pero se desmayó cuando uno de los miembros de los Cuatro Terribles encendió un cigarrillo. Osprey audicionó donde quería que le dieran superpoderes. Mago colocó uno de sus discos antigravedad en la espalda de Osprey, lo que provocó su despegue. El Mago declaró a los cautivos Cuatro Fantásticos que el disco antigravedad pondría a Osprey en algún lugar en la parte sur del Bronx. El mago luego habló por el intercomunicador indicando que cualquiera que no tenga poderes no necesita audición... o de lo contrario. Bruto (Reed Richards del original Counter-Earth) en los Cuatro Terribles donde lucharon contra los Cuatro Fantásticos y Tigra.
Con los Cuatro Terribles, el Mago más tarde capturó a Spider-Man y Namor. El Mago más tarde se asoció con Plantman, lo ayudó a escapar de la prisión y le proporcionó un vehículo y equipo, pero luego se encontró con un conflicto con los Vengadores. Con el Pensador Loco y el Amo de las Marionetas, el Mago intentó interrumpir la boda de la Antorcha Humana y Alicia Masters (Lyja disfrazada). El Mago también capturó a Cosa y Franklin Richards en un intento de usarlos contra los Cuatro Fantásticos.
Cuando Hombre de Arena pareció renunciar a su vida de crimen, el Mago formó un nuevo de Cuatro Terribles con Hydro-Man, Klaw y Titania. Invadieron las sedes de los Cuatro Fantásticos, pero se alinearon con los Cuatro Fantásticos reales contra los clones de los Cuatro Fantásticos creados por Aron el Vigilante. El Mago luego diseñó una ruptura masiva de la Bóveda. Más tarde, Loki lo sacó de la cárcel para unirse al círculo interno de villanos que organizaba los Actos de venganza contra los Vengadores. Él liberó a los Hermanos Grimm de la prisión y los envió contra Spider-Man. Con el Mandarín, luego luchó contra los Vengadores. Sin embargo, inadvertidamente llevó a los Vengadores a la base de los criminales. Finalmente, el mago escapó de la prisión de la Isla Ryker. Con Trapster, también fue derrotado por el reformado Hombre de Arena. A menudo evitando el centro de atención que una vez abrazó, el Mago esperaba esconderse de las autoridades usando su antiguo nombre Bentley Wittman. Fue encontrado por los Thunderbolts, sin embargo, quien convenció al mago de que proporcionara discos antigravedad para que pudieran luchar contra Gravitón y más tarde, para adjuntar a los Satélites del Protocolo de Magneto. Más tarde, cuando el Hombre de Arena había aparecido para reformar sus caminos criminales, el Mago se encargó de someter a su antiguo aliado a su máquina de identificación, reintegrando la mente del Hombre de Arena y devolviéndole a la villanía.
Finalmente, cuando la popularidad de los Cuatro Fantásticos alcanzó un mínimo histórico, el Mago decidió que era hora de volver a formar los Cuatro Terribles una vez más. Ya no motivado por celos mezquinos, el Mago creía que los Cuatro Fantásticos eran la fuente de todos sus problemas, su caída de la gracia. Rescató al Trapster de la Zona Negativa, aumentó los poderes de Hydro-Man y llamó a su exesposa, Salamandra, a completar los Cuatro Terribles. También manipuló a Cole, su hija y la de Salamandra, para desarrollar una relación con la Antorcha Humana a fin de teletransportarse a ella y eludir las defensas de los Cuatro Fantásticos. Durante la batalla resultante, el Mago activó a Trapster, revelando que pretendía que Cole fuera el siguiente miembro de los Cuatro Terribles. Cuando los Cuatro Terribles derrotaron a los héroes, el Mago hizo alarde de su éxito en la televisión y los dejó humillados. Sin embargo, cuando el Mago admitió que solo quería incluir a Cole una vez que la vio exhibir poderes sobrehumanos, ella se volvió contra él. Ella buscó a los Cuatro Fantásticos para llevarlos de vuelta a su padre y tratar de encontrar una cura para sus poderes. El Mago y Cole se enfrentaron, y Cole usó una de las trampas del Trapster para atrapar a su padre, luego usó sus poderes sobre la gravedad para traer la guarida del Mago a su alrededor.
Mago desempeña un pequeño papel en el evento crossover "Secret War" aliado con Lucia von Bardas y otros supervillanos de la Lista B. Desde entonces, ha regresado, vivo y bien, en Fantastic Four # 546, con los Cinco Terribles (él mismo, Titania, Trapster, Hydro-Many Klaw).
El Mago es uno de los personajes reclutados en el sindicato de villanos de Capucha. Luego se lo ve con un uniforme azul que recuerda a su atuendo original. El Mago los ayudó a luchar contra los Nuevos Vengadores pero fue derribado por el Doctor Extraño. 
Durante la historia de Secret Invasion, Mago es uno entre muchos de los supervillanos que se unieron al sindicato criminal La Capucha y atacaron una fuerza Skrull.
Durante la historia del Dark Reign, Mago se une a la pandilla de Capucha en un ataque contra los Nuevos Vengadores, que estaban esperando los Vengadores Oscuros en su lugar.
El Mago apareció más tarde como miembro de la Inteligencia. Junto con unos nuevos Cuatro Terribles, el Mago ataca el Edificio Baxter para capturar a Reed Richards. Mientras Red Hulk, que vino a detener a los villanos, se distrae con la Cosa y un portal abierto a la Zona Negativa, Reed es capturado.
Lyra y She-Hulk salieron a cazar a los miembros restantes de Intelligencia. Wizard fue el primero en ser capturado por Lyra y She-Hulk, llevado a Bruce Banner y encarcelado. Mago logró escapar de la celda de detención de Bruce Banner y atacó a Lyra durante su baile de graduación. Su ataque sorpresa tenía a Lyra a la defensiva hasta que She-Hulk llegó y derrotó a Mago con sus propias armas.
Está comprometido con el Centro Psiquiátrico Metahumano PAVLOV, siguiendo los eventos de World War Hulks. Reed Richards visita al Mago allí, y le informa que el clon de Whitman está al cuidado de la familia de Richards. Más tarde, después de la muerte de la Antorcha Humana y la reforma de los Cuatro Fantásticos como la Fundación Futura, agentes deshonestos de A.I.M. rompen el Asistente de las instalaciones de PAVLOV.
Cuando los Seis Siniestros atacaron la Inteligencia, el Mago intentó razonar con el Hombre de Arena debido a su antigua amistad, pero esto terminó cuando el Doctor Octopus usó el Cañón Cero que la Inteligencia estaba usando para enviar al Mago a la atmósfera superior.
MODOK Superior pudo revivir a Mago y a los demás miembros de Inteligencia, donde comenzaron a formular sus planes después de que se hiciera añicos la comunidad de superhéroes.
La mente del Mago comenzó a mostrar signos de demencia, debido al castigo infligido por Black Bolt, por lo que decidió crear unos nuevos Cuatro Terribles con Klaw, Karl Malus y Carnage. Trató de controlar la mente de Kletus Kassidy, pero debido a su lobotmization, era imposible. En cambio, Mago transfirió la sangre de Kassidy a Malus y lo convirtió en Superior Carnage. El objetivo del mago era tomar el control del ayuntamiento de la Ciudad de Nueva York e impresionar a su hijo, pero Superior Spider-Man fue capaz de detenerlo. A pesar de perder la batalla, Mago pudo reconectarse con su hijo y recuperar sus instalaciones mentales.
El Mago posteriormente se unió a los planes del villano entre bastidores conocido como "El Hombre Silencioso" para destruir a los Cuatro Fantásticos, pero después de que su clon lo rechazó en favor de sus amigos, seguido por él presenciando la escala de los planes del Hombre Tranquilo, el Mago decidió ayudar al FF contra el villano para que pudiera asegurarse de que su 'hijo' creciera en paz.
El Mago aparece hablando con MODOK Superior cuando oye que Doctor Doom se ha ido derecho, solo para enfrentarse a él. Durante la batalla, se las arregla para burlarlo con su tecnología actualizada hasta que el Doctor Doom en su versión de la armadura de Iron Man se distrae con una visión, dándole la oportunidad de derrotarlo. Wizard luego le dice a MODOK Superior lo que le sucedió a otros supervillanos hasta que llega el Doctor Doom y los derrota a todos.
Durante la parte de "Apertura de Salvo" de la historia del Imperio Secreto, el barón Helmut Zemo recluta a Mago para unirse al Ejército del Mal.

### Bentley 23
Los Cuatro Fantásticos lograron encontrar un clon adolescente del Mago y lo rescataron de un super robot creado por el Mago. Desde entonces, ha sido aceptado por los Cuatro Fantásticos y solo se refiere a sí mismo como alguien que siente que "no se ha ganado su nombre" como lo hizo el Mago original. Al principio, era un niño muy introvertido, que con el tiempo se vuelve mucho más extrovertido, proclamando también abiertamente su deseo de crecer y convertirse en un supervillano. Desde entonces se unió a la Fundación Futura. Mientras trabajaba con ellos, él ha indicado que es al menos un poco malvado adorando abiertamente a Satanás o Mefisto. Desde entonces, le ha dicho a Mago que se ha ganado el nombre de "Bentley". Sin embargo, cuando se enfrentó con la posibilidad de trabajar con su padre para atrapar al resto de la Fundación Futura y analizar los poderes de Franklin, Bentley se volvió contra su "padre" porque decidió que quería hacer lo correcto, con Mago aceptando. su decisión ya que lo considera un ejemplo de cómo podría haber sido si creciera con una familia más amorosa.

## Poderes y habilidades
Wittman no tiene verdaderos superpoderes, pero es un genio científico con doctorados en varias ciencias, particularmente en los campos de física aplicada y partículas subatómicas.
Además de ser un científico e ingeniero, Wittman es también un talentoso mago de escena, un escapista y un maestro del disfraz.

### Equipo
Él ha construido una serie de dispositivos que emplea en sus actividades delictivas:
- Sus discos antigravedad pueden levantar varios cientos de libras cada uno, y pueden controlarse remotamente mediante relés en su armadura. Éstos le dan la capacidad de volar, lo cual, contrariamente a la creencia popular, se logra sin alas. Él fue capaz de crear uno básico utilizando materiales de taller de prisión.
- Sus guanteletes (alternativamente llamados Power Gloves o Wonder Gloves) pueden desatar explosiones eléctricas potentes o usar campos gravitacionales dirigidos para aumentar su fuerza. La fuerza que puede obtener de sus Wonder Gloves es desconocida. Cuando construyó uno para Imus Champion en un tamaño apropiado, el villano pudo herir tanto a Thor como a Hyperion en la batalla.
- Su armadura corporal le proporciona protección contra el asalto, y los dispositivos en su casco le permiten controlar las mentes de los demás.

## Otros personajes llamados Mago
Hay otros personajes que también se han llamado a sí mismos Mago:
All Winners Comics # 17, que fue publicado en 1945, 17 años antes de la primera aparición del villano de los Cuatro Fantásticos del mismo nombre, representa una leyenda sobre el miembro más viejo de la familia Carreaux, que abandonó a la hija de un practicante de magia en favor de casarse con un chica diferente. Cuando la niña abandonada se suicidó, su hermano mató a ese hombre Carreaux, creando una maldición que sostenía que si un anciano Carreaux se casaba, un brujo muerto y su compañero brujo aparecerían en la noche de bodas y matarían a Carreaux. En 1946, el mayordomo de la familia Carreaux, Frank Lavalle, aprovechó esa leyenda cuando se enteró de que Philip Carreaux se casaría con una mujer llamada Marguerite, de la que Frank también estaba enamorado. Mientras se hacía pasar por el Mago, una cómplice no identificada se haría pasar por la Bruja. Cuando su hermano Dale regresó a casa del servicio militar, Fred Davis donde les contó acerca de la maldición que involucra al Mago y la Bruja. William Nalsted y Fred Davis se cambiaron a su atuendo de Capitán América y Bucky, donde exploraron el pantano en busca de alguna evidencia del Mago y la Bruja. El Capitán América y Bucky se encontraron con el Mago que desapareció del alcance del Capitán América. Al encontrar a Philip muerto con un cuchillo en la espalda, el Capitán América y Bucky encontraron al Mago en otra canoa, aunque tuvo que dejarlo ir para salvar a Bucky de un cocodrilo que se aproximaba. Cuando el Capitán América y Bucky alcanzan a la Bruja y la someten, ella fue asesinada a tiros cuando Dale liberó a Marguerite. Al examinar las huellas del Mago, el Capitán América descubrió que coincidía con los zapatos de Frank Lavalle mientras el Capitán América lo aprehendía. Después de que Frank Lavalle confesó sus motivos y los asesinatos, el Capitán América lo entregó a las autoridades.
Después de la miniserie de Secret Wars de 1984, que concluyó con la Cosa que queda en el planeta Battleworld, se encuentra con el reino de Leenn, que está siendo aterrorizado por el Mago, que es la versión de Doctor Doom de Laann, mientras que Laann se revela como el planeta versión del país natal de Doctor Doom, Latveria. La Cosa y su aliado, un guerrero llamado Tarianna, vence al Mago.

## Otras versiones
En la línea de tiempo alternativa de la historia de 2005 "House of M", Wizard es visto como un miembro de los Maestros del Mal de Capucha.
En 1602: Fantastick Four, la versión del Mago del siglo XVII se describe a sí misma como "el mejor científico vivo en el año 1602". Afirma haber sido capitán de un barco que llegó al borde del mundo y encontró una ciudad dorada, con los "Cuatro más espantosos" como su tripulación. Poco antes de llegar a Atlantis con Otto von Doom, admite que fue una exageración.
Una versión zombi de Mago aparece en Marvel Zombies: Dead Days junto al Hombre Topo, y finalmente es infectado por el zombi Mr. Fantástico.
En la serie MC2 Fantastic Five, el Brujo sin Alas está confinado a una silla flotante y culpa a Reed Richards por paralizarlo. Reúne un nuevo equipo, los Guerreros del Mago: dos mujeres, Dominator y Freefall, y tres hombres, Bullet, Binder e Impact. El equipo recibe los diversos inventos del Mago. Atacan a los Cinco Fantásticos, pero el verdadero objetivo del Mago es descubrir la verdadera ubicación de Reed Richards. Más tarde, la mayoría del equipo es capturado por Psi-Lord y Spider-Girl. Él y Dominator invaden sin embargo la estación espacial de Reed Richards en la Zona Negativa, pero las defensas incorporadas los capturan, y Reed afirma que deben permanecer en "almacenamiento en frío" hasta que se repare el desgarro en el universo.
En 2003 Marvel / DC crossover JLA / Avengers, el Mago se encuentra entre los villanos cautivados que defienden la fortaleza de Krona cuando los héroes lo asaltan. Él es visto luchando contra el Cóndor Negro.

## En otros medios

### Televisión
- El Mago apareció en la versión 1978 de Los Cuatro Fantásticos episodio "los Cuatro Terribles." Él reúne a Medusa, Sandman y Trapster por su cuarto terrible. Esta versión del Asistente posee poderes sobrenaturales en lugar de confiar en las armas tecnológicas.
- El Mago apareció en el 1981 Las nuevas aventuras de Spider-Man episodio "Bajo el hechizo del Mago", con la voz de George DiCenzo. Toma el control de Medusa usando un collar especial en ella para ayudarle a robar un dispositivo eléctrico de una base militar.
- El Mago apareció en Fantastic Four episodio "Y la Medusa Wind Cries", con la voz de Ron Perlman. En su comparecencia, reunió a Medusa, Hydro-Man, y Trapster para formar los Cuatro Terribles. También usó un dispositivo para controlar a la Cosa.
- El Mago aparece en Fantastic Four: grandes héroes del mundo episodio "Espantoso", con la voz de Jonathan Holmes. Él reúne a Klaw, Hombre Dragón y Trapster para formar los Cuatro Terribles. El Mago utiliza a los Cuatro Terribles a establecer sus propios crímenes y se ven como héroes como una distracción para robar una esfera llena de moléculas inestables.
- El Mago aparece en Ultimate Spider-Man, con la voz de Tom Kenny:[66]
  - Aparece en la primera temporada, el episodio 1, "Un Gran Poder", donde se ensambla con Klaw, Thundra y Trapster para formar los Cuatro Terribles. Después Trapster fue capturado durante una pelea con Spider-Man, Mago llevó a los restantes miembros de los Cuatro Terribles y atacan la escuela Midtown en busca de Spider-Man (que había sido plantado con un dispositivo de seguimiento por Trapster durante un altercado previo). Spider-Man se defiende con éxito a los Cuatro Terribles de su salvación, pero su amigo Harry Osborn está gravemente herido en el proceso. Mago y los Cuatro Terribles regresan en el episodio 2, "Una Gran Responsabilidad", donde emboscan a Spider-Man y tratan de capturarlo a él, atrapándolo. Ellos son derrotados por la intervención de White Tiger, Power Man, Puño de Hierro y Nova y son arrestados presuntamente por las autoridades. Se puso de manifiesto que los Cuatro Terribles fueron contratados por el Doctor Octopus (que actuaba bajo las órdenes de Norman Osborn). En el episodio 25, "Revelado", Mago con los Cuatro Terribles invaden un almacén en Oscorp y terminan peleando con el equipo de Spider-Man. Sin embargo, los Cuatro Terribles habían fijado en realidad una trampa donde se escapan mientras que el equipo de Spider-Man son atacados por el Doctor Octopus y sus Octobots.
  - En la segunda temporada el episodio 23, "Una Segunda Oportunidad", El Mago con los Cuatro Terribles cuando pelean contra Iron Patriot (Norman Osborn) y Spider-Man a la que son derrotados.
- El Mago aparece en la primera temporada de Avengers Assemble, episodio "El Protocolo de los Vengadores, Pt. 1". Él es visto atrapado en una pared con Trapster y Klaw después de ser derrotado por Hawkeye.
- Bentley Wittman aparecerá en Your Friendly Neighborhood Spider-Man.[67]

### Videojuegos
- El Mago aparece como un mini-jefe en Marvel: Ultimate Alliance 2, con la voz de Danny Mann. Él y Scorcher atacar a los héroes en las puertas del castillo de Lucía von Bardas.